# 夏仲實
夏仲實（1890年—1969年1月23日），字首勳，四川省江津縣白沙人，曾任立法院第一屆立法委員。

## 生平
- 四川陸軍小學堂第二期
- 西安陸軍中學堂
- 川軍第十師師長
- 民國二十四年（1935年），四川省第十一行政督察區專員，辭未就。[1]
- 民國卅七年（1948年），當選四川省第五選區第一屆立法委員。
- 1969年，79歲高齡的夏仲實被毒打折磨逼供兩個多月致神志恍忽，全身浮腫，大小便失禁，病重昏迷後被誣為「裝瘋賣傻」，1月23日，在重慶市革命委員會人民保衛組管訓隊去世。

## 出席立法院會期委員會
第一屆第一會期
- 國防委員會
- 經濟及資源委員會
- 財政及金融委員會